# Buir-Bliesheimer Agrargenossenschaft

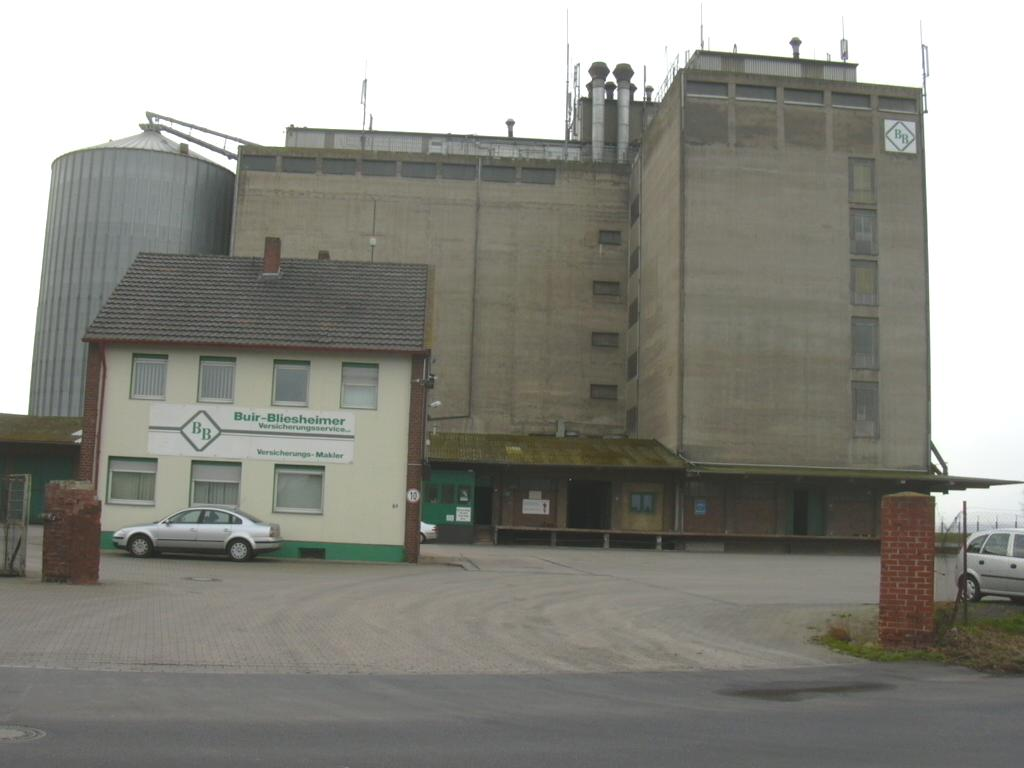
Vorderansicht Lager Nörvenich

Die 1901 gegründete Buir-Bliesheimer Agrargenossenschaft (BB) ist eine landwirtschaftliche Genossenschaft mit Sitz in Nörvenich, Kreis Düren, Nordrhein-Westfalen. Ihr Einzugsgebiet erstreckt sich mit rund 20 Betriebsstätten über die Kölner Bucht in einem Dreieck zwischen Köln, Rommerskirchen und Swisttal. Die Buirer, wie sie abgekürzt genannt wird, ist nach eigenen Angaben eine der umsatzstärksten Primärgenossenschaften in Deutschland.
2019 gab die Raiffeisen Waren Zentrale, eine der im Land- und Warenhandel tätigen Hauptgenossenschaften, bekannt, sich mit 20 Prozent an der Buir-Bliesheimer Agrargenossenschaft beteiligen zu wollen.

## Tätigkeitsbereiche
Die Genossenschaft ist in den Bereichen Pflanzenbau, Futtermittel, Vermarktung, Energie, Logistik und Versicherungen aktiv:

### Pflanzenbau
Vertrieben werden hier Pflanzenschutz- und Düngemittel sowie Saatgut. Das Saatgut wird teilweise selbst vermehrt.

### Vermarktung
Für ihre Mitglieder übernimmt die Buir-Bliesheimer die Vermarktung von Kartoffeln, Getreide, Ölsaaten und Gemüse.

### Energie
Vertrieben werden Heizöl, Kraftstoffe, Schmiermittel, Festbrennstoffe sowie Strom und Gas.

### Logistik
Mittels eines eigenen Fuhrparks wird die Logistik der anderen Geschäftsbereiche gewährleistet.

### Versicherungen
Über die Tochtergesellschaft Buir-Bliesheimer Versicherungsservice GmbH werden Versicherungen vermittelt.

### Futtermittel
Die Genossenschaft vertreibt Mischfutter für die Tierzucht.

## Standorte
Neben dem Verwaltungssitz in Nörvenich unterhält die Buirer Geschäftsstellen in Ameln, Bubenheim, Buir, Derkum, Drove, Dürscheven, Embken, Eschweiler, Euskirchen, Geilenkirchen, Linnich, Merken, Merzenhausen, Nörvenich, Ollheim, Rommerskirchen, Türnich und Vettweiß.